# Romanzo scientifico

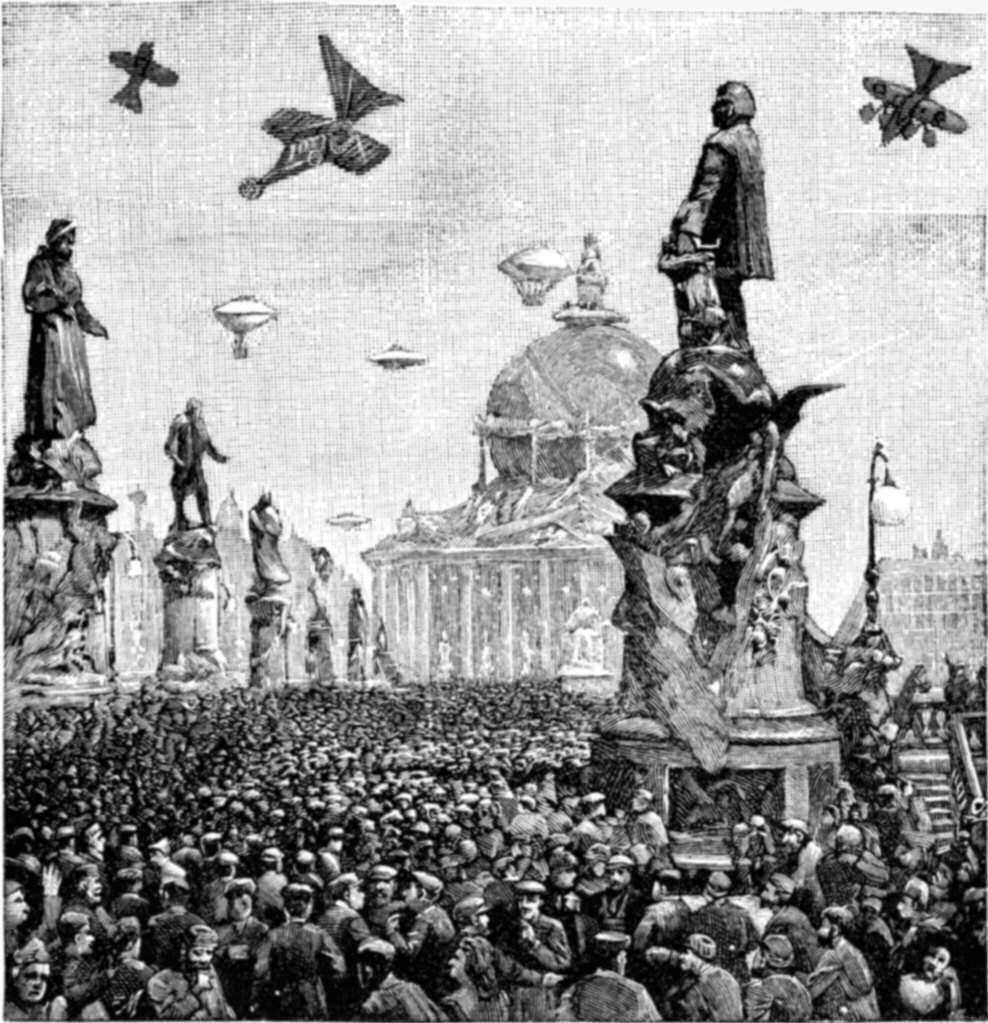
Illustrazione dal romanzo La fine del mondo (La Fin du monde, 1894) di Camille Flammarion.

Il romanzo scientifico è un filone di narrativa associato alla fantascienza dei primordi, utilizzato in particolare per indicare la prima fantascienza inglese, ma anche opere di scrittori francesi come Jules Verne e Camille Flammarion. Il primo uso riconosciuto del termine scientific romance si ritiene dovuto a Charles Howard Hinton nella sua antologia del 1886.

## Storia e uso del termine

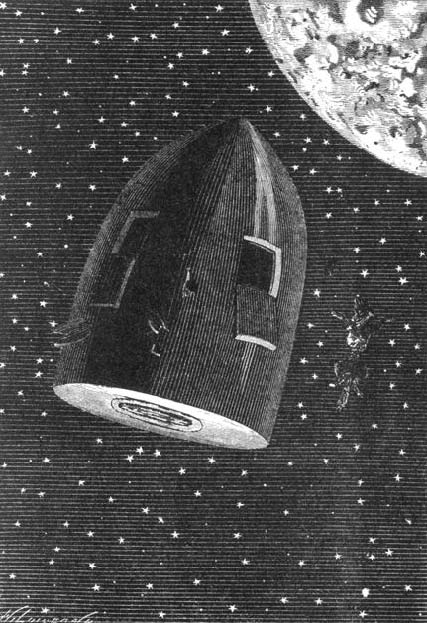
Illustrazione di Émile-Antoine Bayard e Alphons de Neuville per il romanzo di Jules Verne Intorno alla Luna.

Brian Stableford, in The Science Romance in Britain: 1890-1950, ha dimostrato che i primi scrittori britannici di fantascienza che usavano questo termine differivano per vari aspetti dagli autori americani del tempo. Gli scrittori britannici, prima di tutto, tendevano a minimizzare il ruolo degli "eroi" individuali, assumendo una "prospettiva evoluzionistica" e una visione tetra del futuro, mostrando scarso interesse nello spazio visto come nuova frontiera. A proposito degli "eroi", molti romanzi di H. G. Wells hanno un protagonista anonimo e, spesso, impotente di fronte alle forze della natura. La prospettiva evoluzionistica può essere intravista nelle storie che coinvolgono lunghi periodi di tempo; due esempi sono La macchina del tempo di Wells e Il costruttore di stelle (Star Maker, 1937) di Olaf Stapledon. Anche nei romanzi scientifici che non coinvolgono ampi archi temporali, la domanda che ci si pone è se l'umanità sia soltanto un'altra specie schiava di pressioni evolutive che si sono spesso manifestate, come si può vedere in alcune parti di The Hampdenshire Wonder di J. D. Beresford e diverse opere di S. Fowler Wright. A proposito dello spazio, nella Trilogia dello spazio C. S. Lewis sostiene che "fintanto che l'umanità resterà imperfetta e peccaminosa, la nostra esplorazione di altri pianeti farà più danni che bene". La maggior parte degli autori del romanzo scientifico non dimostrano comunque sufficiente interesse per l'argomento.
Si può notare come in molte delle opere di tutti gli autori già citati l'umanità risulta condannata, o a causa del peccato originale o, assai più spesso, a causa di fattori biologici che ci riguardano fin dai più antichi progenitori scimmieschi.
Non tutti gli scrittori britannici di fantascienza del periodo rientrano comunque nella tesi di Stableford.
Alcuni, per esempio, scrivono di avventure spaziali e mantengono una visione ottimistica del futuro. Dagli anni trenta del ventesimo secolo, ci furono autori britannici (come Eric Frank Russell) che incominciarono a pubblicare "science fiction" a livello internazionale su riviste americane. A quel punto, gli scrittori britannici che usavano il termine "scientific romance" incominciarano a utilizzare il nuovo termine perché erano inconsapevoli della fantascienza o perché scelsero di non associarsi a quello vecchio.
Dopo la seconda guerra mondiale l'influenza della fantascienza americana causò la decadenza del termine "scientific romance", un processo accelerato dal fatto che pochi autori di romanzi scientifici consideravano se stessi come scrittori di quel genere, vedendosi più che altro come "semplici scrittori" - o, a seconda dei casi, scienziati - che occasionalmente scrivevano un romanzo scientifico. In ogni caso, l'influenza dell'era degli autori dei romanzi scientifici perdurò nella fantascienza britannica ed ebbe anche un certo impatto sulla variante americana.

### Ripresa del termine
A partire dai tardi anni settanta del Novecento il termine cominciò a essere usato nuovamente, in questo caso per motivi eccentrici, generalmente (ma non sempre) dalla fantascienza britannica che si richiamava ad un'ambientazione vittoriana o edoardiana. Christopher Priest (un membro della H.G. Wells Society) ha, per esempio, usato o alluso al termine "scientific romance" in alcuni suoi romanzi.
L'uso contemporaneo del termine comprende anche autori che, come gli originali scrittori del romanzo scientifico, non si considerano scrittori di fantascienza. 
L'uso moderno del termine è superficialmente legato alla nascita del filone steampunk, ma ci sono notevoli differenze tra i due: i moderni romanzi scientifici assumono tipicamente una visione nostalgica e romanticizzata dell'epoca rispetto allo steampunk, coinvolgendo inoltre il futuro più che il passato, sebbene si tratti di un futuro basato sulla sensibilità vittoriana. I moderni scientific romance non contengono alcuna forma di "punk" o cyberpunk.

### Opere di narrativa

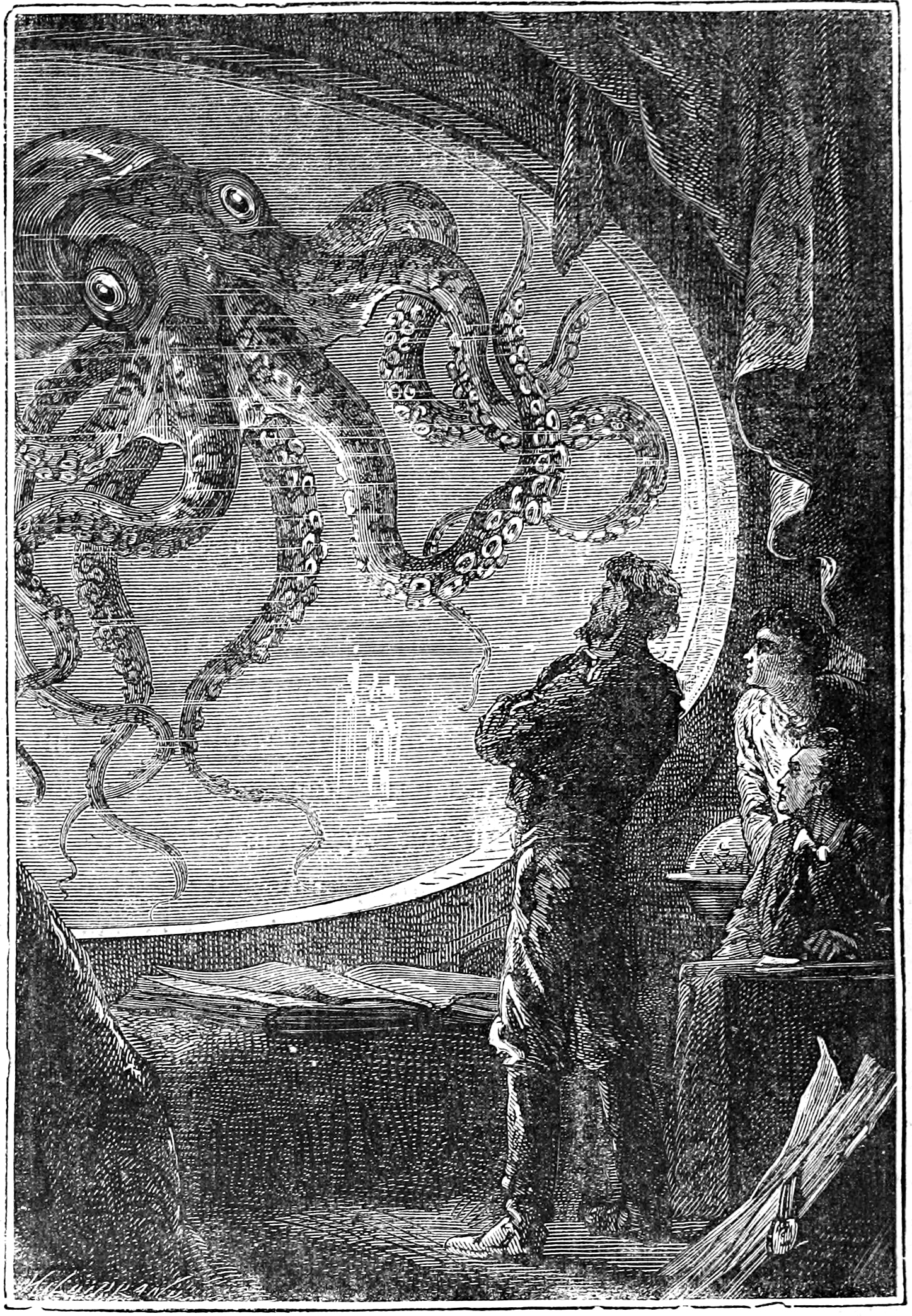
Ventimila leghe sotto i mari di Jules Verne

(In ordine cronologico di pubblicazione)
- Viaggio al centro della Terra (Voyage au centre de la Terre, 1864) di Jules Verne
- Dalla Terra alla Luna (De la Terre à la Lune, trajet direct en 97 heures 20 minutes, 1865) di Jules Verne
- Ventimila leghe sotto i mari (Vingt mille lieues sous les mers, 1870) di Jules Verne
- L'isola misteriosa (L'île mystérieuse, 1874) di Jules Verne
- Flatlandia (Flatland: A Romance of Many Dimensions, 1884) di Edwin Abbott Abbott
- La macchina del tempo (The Time Machine, 1895) di H. G. Wells
- L'isola del dottor Moreau (The Island of Dr. Moreau, 1896) di H. G. Wells
- L'uomo invisibile (The Invisible Man, 1897) di H. G. Wells
- La guerra dei mondi (The War of the Worlds, 1897) di H. G. Wells
- Le meraviglie del Duemila (1907) di Emilio Salgari
- La nube purpurea (The purple cloud, 1908) di M. P. Shiel
- The Hampdenshire Wonder (1911) di J. D. Beresford; romanzo evoluzionista in cui compare per la prima volta il concetto di "superuomo".
- Il mondo perduto (The Lost World, 1912) di Arthur Conan Doyle
- La terra dell'eterna notte (The Night Land, 1912) di William Hope Hodgson
- Infinito (Last and First Men, 1930) di Olaf Stapledon
- Last Men in London (1932) di Olaf Stapledon
- Q.I. 10000 (Odd John, 1935) di Olaf Stapledon
- Il costruttore di stelle (Star Maker, 1937) di Olaf Stapledon
- Jurassic Park (1990) di Michael Crichton
- Il mondo perduto (The Lost World, 1995) di Michael Crichton

### Saggi
Fonti
- Riccardo Valla, Le origini della fantascienza (parte I), su carmillaonline.com, Carmilla on line, 5 maggio 2003. URL consultato il 15 febbraio 2009 (archiviato dall'url originale il 22 ottobre 2012).  (parte II), su carmillaonline.com, 14 maggio 2003. URL consultato il 15 febbraio 2009 (archiviato dall'url originale il 6 settembre 2008).
- Salvatore Proietti, Olaf Stapledon e i miti futuri della fantascienza, su Delos Science Fiction 91, 20 giugno 2004. URL consultato il 15 febbraio 2009.
- (EN) John Clute, David Langford e Peter Nicholls (a cura di), Scientific romance, in The Encyclopedia of Science Fiction, IV edizione online, 2021.
- Brian Stableford. The Science Romance in Britain: 1890-1950.

Per approfondimenti
- Jean-Pierre Fontana, Petite Histoire de la Science-Fiction Française et de l'édition de science-fiction en France de 1371 à 1981., in Grande Enciclopedia della Fantascienza, Del Drago, novembre 1981.